# Nathan Aspinall
Nathan Aspinall (Stockport, 1991. július 15. –) angol dartsjátékos. 2012-től a Professional Darts Corporation tagja. Beceneve "The Asp".

## Pályafutása

### PDC
Aspinall 2012-ben kezdett el részt venni a PDC Development Tour és Challenge Tour versenyein. A Challenge Tour egyik állomásán 2013-ban már elődöntőt játszhatott, de végül alulmaradt Max Hopp-al szemben 4–2-re. 2015-ben Aspinallnak sikerült megszereznie a Tour Card-ot, majd a UK Openre is sikerült kvalifikálnia magát. A tornán legyőzte többek között Chris Dobeyt 5–1-re és James Richardsont 9–4-re, de a legjobb 32 között James Wade ellen kiesett a tornáról. Aspinall első European Tour részvétele a Dutch Darts Masters-en volt, ahol az első fordulóban Jamie Robinsont, a második körben Vincent van der Voort győzte le 6–5-re. A harmadik körben végül Justin Pipe ellen esett ki 6–4-es vereséggel. Az év további részében megnyerte a Development Tour hetedik állomását, ahol Benito van de Past győzte le 4–2-re a fináléban. Ezen győzelme mellett még két döntőt játszott a Development Tourban.
Aspinall első televíziós mérkőzése a 2015-ös Ifjúsági világbajnokság döntője volt, amelyet Max Hopp ellen játszott, de a mérkőzést végül 6–5-re elveszítette a német ellen. A 2016-os UK Openen Stuart Kellett-től kapott ki 6–5-re a második fordulóban. A Players Championship hatodik állomásán negyeddöntőt játszott, ahol végül 6–5-re alulmaradt Vincent van der Voort-tal szemben. Ebben az évben először sikerült kvalifikálnia magát a Grand Slam of Darts-ra, de végül meccset sem sikerült nyernie a csoportkörben ellenfelei (Raymond van Barneveld, Mensur Suljović és Danny Noppert) ellen. A 2019-es PDC-dartsvilágbajnokságot a világranglista 73. helyezettjeként a selejtezőkörben kezdte, de ott legyőzte Gerwyn Price-t, Devon Petersent és Brendan Dolant is és bejutott az elődöntőbe. A döntőbe jutásért honfitársával Michael Smith-szel kellett megmérkőznie, akitől 6–3-as vereséget szenvedett végül annak ellenére, hogy mindketten szenzációs átlagot produkáltak.
A 2020-as vb-n ismét elődöntős volt, útja során Krzysztof Ratajskit és Gary Andersont is legyőzte, majd Michael Van Gerwen-től kapott ki ezúttal is 3–6 arányban.

## Világbajnoki szereplései

### PDC
- 2019: Elődöntő (vereség  Michael Smith ellen 3–6)
- 2020: Elődöntő (vereség  Michael van Gerwen ellen 3–6)
- 2021: Harmadik kör (vereség  Vincent van der Voort ellen 2–4)
- 2022: Harmadik kör (vereség  Callan Rydz ellen 0–4)
- 2023: Harmadik kör (vereség  Josh Rock ellen 3–4)
- 2024: Második kör (vereség  Ricky Evans ellen 0–3)
- 2025: Negyeddöntő (vereség  Luke Littler ellen 2–5)

## Döntői

### PDC nagytornák: 5 döntős szereplés
| Történet               |
| World Matchplay (1–0)  |
| Grand Slam (0–1)       |
| Premier League (0–1)   |
| UK Open (1–0)          |
| World Grand Prix (0–1) |

| Eredmény | Sorszám | Év   | Bajnokság            | Ellenfél a döntőben | Pontok   |
| Győztes  | 1.      | 2019 | UK Open              | Rob Cross           | 11–5 (l) |
| Döntős   | 1.      | 2020 | Premier League Darts | Glen Durrant        | 8–11 (l) |
| Döntős   | 2.      | 2022 | World Grand Prix     | Michael van Gerwen  | 3–5 (sz) |
| Döntős   | 3.      | 2022 | Grand Slam of Darts  | Michael Smith       | 5–16 (l) |
| Győztes  | 2.      | 2023 | World Matchplay      | Jonny Clayton       | 18–6 (l) |

### PDC World Series of Darts tornák: 4 döntős szereplés
| Történet                           |
| World Series of Darts Finals (0–1) |
| World Series of Darts (1–2)        |

| Eredmény | Sorszám | Év   | Bajnokság                    | Ellenfél a döntőben | Pontok   |
| Győztes  | 1.      | 2019 | US Darts Masters             | Michael Smith       | 8–4 (l)  |
| Döntős   | 1.      | 2023 | New Zealand Darts Masters    | Rob Cross           | 7–8 (l)  |
| Döntős   | 2.      | 2023 | World Series of Darts Finals | Michael van Gerwen  | 4–11 (l) |
| Döntős   | 3.      | 2025 | US Darts Masters             | Luke Humphries      | 6–8 (l)  |

1. 1 2  (l) = pontszám legekben, (sz) = pontszám szettekben.

## További tornagyőzelmei
| Players Championships - Players Championship (BAR): 2018, 2020 (x2), 2022 (x2) Development Tour - Development Tour: 2015 Challenge Tour - Challenge Tour: 2017 | PDC Home Tour - Home Tour: 2020 - Darts At Home week 2: 2020 European Tour Events - European Darts Trophy: 2025 World Series of Darts Events - US Darts Masters: 2019 |